# أيزو 9660

صورة توضح المسارات البنائية للـ ISO 9660

ايزو 9660 بالإنجليزية ISO 9660، وهو نظام ملفات معياري تم نشره بواسطة المنظمة الدولية للمعايير، ونظام الملفات هذا محدد لوسائط الأقراص المضغوطة ومن أهداف نظام الملفات هذا أن يتوافق مع أنظمة التشغيل المختلفة مثل : يونيكس ولينكس (CDFS)، وويندوز وماكنتوش لغرض نقل الملفات.
و صيغة الـ ISO 9660، نظام ملفات جولييت، تضيف الدعم للأسماء ملفات أطول وغير المُرمّزة بنظام الترميز أسكي (ASCII).
أقراص الـ DvD من الممكن أن تستعمل نظام الملفات ISO 9660، مهما يكن فنظام ملفات الـ UDF مناسب أكثر لأقراص الـ DvD لأن لديها دعم أفضل لوسائط وبيانات أكبر من تلك التي تحتويها الـ ISO 9660، والـ UDF تناسب أيضا أنظمة التشغيل الحديثة.

## صور القرص
تعد صور الأقراص الضوئية طريقة شائعة لنقل محتويات الأقراص المضغوطة إلكترونيًا. غالبًا ما يكون لديهم امتداد اسم الملف .iso (.iso9660 هو أقل شيوعًا، ولكنه قيد الاستخدام أيضًا) ويشار إليه عادةً باسم "ISO".